# Шепелев, Дмитрий Андреевич (генерал-аншеф)
Дмитрий Андреевич Шепелев (1676 или 1681 — 1759) — русский государственный деятель из рода Шепелевых, генерал-аншеф и обер-гофмаршал, кавалер ордена Андрея Первозванного.

## Биография
Родился в семье стольника Андрея Петровича Шепелева. По утверждению Гельвига, при дворе Шепелева ненавидели за его грубость; ходили слухи, что он начинал свою карьеру смазчиком экипажей.
Служил в гвардии. В 1716—1717 годах сопровождал Петра I во время второй поездки за границу в Данию, Голландию и Францию, исполняя должность гофмаршала. Помог пристроить ко двору свою дальнюю родственницу Мавру Шепелеву, которая впоследствии способствовала продвижению его карьеры.
В 1718 году уклонился от произнесения приговора над царевичем Алексеем Петровичем. В 1728 году Пётр II произвёл его в генерал-майоры и возложил на него орден св. Александра Невского. При восшествии на престол Анны Иоанновны в числе 166 лиц подписал протест против кондиций.
Императрица Анна Иоанновна, уверенная в преданности Шепелева престолу, назначила его членом «вышнего», а потом генерального суда для разбора дела Голицына и дела «о тяжких винах князей Долгоруких».
В день коронования Елизаветы Петровны был произведён в полные генералы. В 1743 году был награждён орденом св. Андрея Первозванного. В 1744 году сделан обер-гофмаршалом.
При Елизавете Петровне он, как член генерального суда, участвовал в следствии и заседаниях по известному делу о заговоре Лопухиных. По поручению Елизаветы Петровны Шепелев строил новый Зимний дворец, одно крыло которого было названо его именем.
Скончался 10 (21) мая 1759 года в Санкт-Петербурге. Тело его было перевезено в Козельск и погребено в Николаевской церкви Оптиной Введенской пустыни, значительным жертвоватедем которой был Д. А. Шепелев.

## Семья
Был женат на Дарье Ивановне Глюк, родственнице пастора Иоганна Эрнеста Глюка, в доме которого жила будущая императрица Екатерина I до прибытия в Россию.
Не имея детей, Шепелев завещал своё состояние своей жене Дарье Ивановне и племяннику Амплию Степановичу Шепелеву, которому наследовал сын Пётр. Валуевская волость отошла к внучке пастора Глюка, М. Р. Кошелевой.

## Источник
- Шепелев, Дмитрий Андреевич // Русский биографический словарь : в 25 томах. — СПб.—М., 1896—1918.